# Il candidato (opera teatrale)
Il candidato (Applicant) è un breve atto unico del drammaturgo inglese Harold Pinter, scritto nel 1959 e pubblicato nel 1961.

## Trama
In un ufficio imprecisato, il sig. Lamb sostiene un colloquio di lavoro per un posto da fisico. L'esaminatrice, la signorina Piffs, prima di dare inizio all'intervista, applica alcuni elettrodi alle mani di Lamb e ne prova il funzionamento rilasciando una leggera scossa elettrica sul povero candidato. Inizia quindi un lungo elenco di domande che, in realtà, poco hanno a che fare con la professione di fisico e molto invece sulla personalità di Lamb stesso. Le domande sono via via poste ad un ritmo sempre più incalzante tanto che l'uomo non avrà nemmeno più il tempo di rispondere.
Una seconda forte scossa elettrica metterà fine al colloquio e la signorina Piffs, uscendo dall'ufficio, pronuncerà la rituale frase: "Le faremo sapere".
Lamb giace a terra.